# Star Fox
Star Fox (スター フォックス?, Sutā Fokkusu) è un videogioco del genere sparatutto a scorrimento sviluppato da Argonaut Software e Nintendo EAD, pubblicato nel 1993 da Nintendo per Super Nintendo Entertainment System. Distribuito in Europa con il titolo Starwing, è il primo videogioco della serie Star Fox.
Il gioco presenta una grafica tridimensionale, sfruttando il coprocessore matematico Super FX, e introduce il personaggio di Fox McCloud e gli altri membri del team di mercenari che pilotano gli Arwing.
Star Fox è incluso in tutte le versioni del Nintendo Classic Mini: Super Nintendo Entertainment System.

## Trama
La storia si basa sulla volpe antropomorfa Fox McCloud e sul suo team di mercenari, formato da Peppy Hare, Slippy Toad e Falco Lombardi. Essi si ritroveranno coinvolti in una guerra, causata dallo scienziato pazzo Andross. Esso invia le sue truppe sul pianeta Corneria e nel resto del Sistema di Lylat. La battaglia inizia su Corneria e finisce su Venom, sul quale Fox sfiderà Andross che ha preso la forma di un gigantesco robot. Alla fine del gioco la minaccia sembra sventata ma in seguito si scoprirà che Andross è ancora vivo.

## Modalità di gioco
Star Fox è uno sparatutto a scorrimento tridimensionale con una visuale in terza persona. Il giocatore deve guidare il veicolo spaziale guidato da Fox e la sua squadra, detto Arwing, attraverso vari livelli, i quali includono nemici, vari power-up come bombe e laser, ostacoli e un boss di fine livello sempre diverso. Sconfiggendo questo nemico si passa al livello successivo.

La mappa del gioco.

L'elemento che differenzia Star Fox dagli altri giochi del suo genere è la velocità. Nei normali sparatutto a scorrimento il giocatore è costretto a viaggiare sempre alla stessa velocità, mentre in Star Fox la velocità può essere cambiate tramite l'ausilio di turbo e freni.
La difficoltà varia a seconda del percorso scelto dal giocatore. All'inizio del gioco, al giocatore viene data l'opportunità di scegliere fra tre diversi percorsi, ognuno dei quali ha una serie di pianeti esclusivi. Questo fattore rende il gioco rigiocabile più volte, a differenza degli altri giochi del genere che al suo tempo avevano tutti un'unica via. Gli unici pianeti a essere inclusi in tutti e tre i percorsi sono Corneria, il pianeta iniziale, e Venom, pianeta finale e sede del malvagio Andross.
Durante ogni livello il giocatore viene aiutato dai tre membri della squadra, Peppy Hare, Slippy Toad e Falco Lombardi, tutti controllati dal computer. A volte prenderanno di mira un nemico che loro o Fox potranno sconfiggere o verranno attaccati e chiederanno aiuto. Se non vengono aiutati in tempo, il loro Arwing verrà danneggiato una o due volte, e se uno dei compagni viene colpito quattro volte, si schianterà e morirà. La squadra è sempre presente nelle missioni, tranne durante la sfida contro i Boss, nella quale scompaiono per poi tornare alla fine del livello. Il gioco ha un sistema di vite, e l'energia è indicata dalla barra degli scudi di Fox e dei suoi amici: la barra si svuoterà se Fox sbatte contro un ostacolo, col rischio di danni alle ali, che fanno perdere stabilità se sono rotte ma sono riparabili tramite power-up, o se viene colpito dal fuoco nemico, e se si svuota del tutto, l'Arwing verrà distrutto e Fox morirà, causando la perdita di una vita. Il gioco finisce se tutte le vite vengono perdute.

## Critica
Il gioco ebbe un enorme successo e divenne una delle saghe principali della Nintendo. La critica diede buone valutazioni a questo titolo, il voto medio calcolato da Game Rankings è 86/100.